# Pivovar Bojańczyk

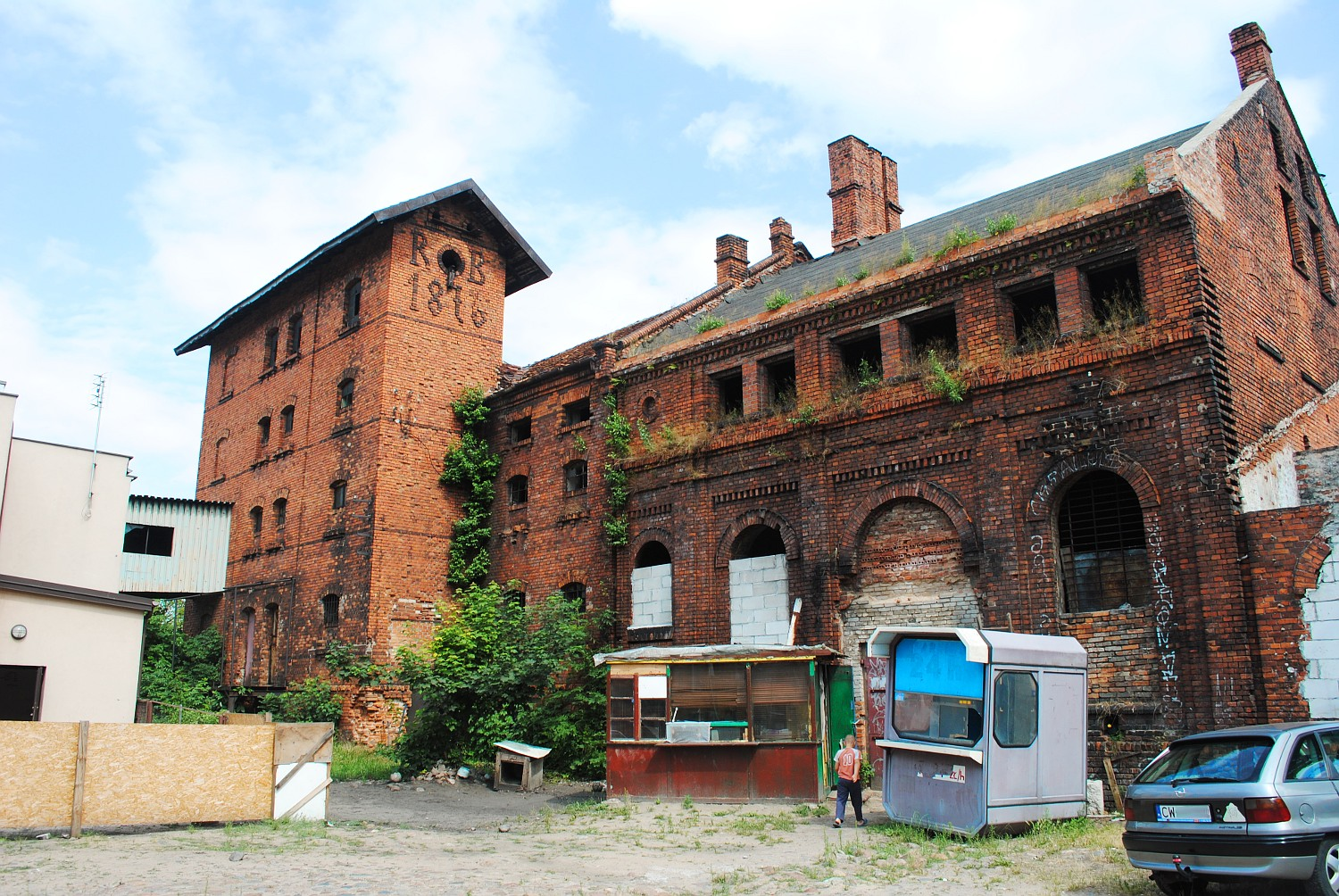
Sklad 1 a 2

Pivovar Bojańczyk je tovární komplex historického pivovaru „Bojańczyk“ ve Włocławku (Kujavsko-pomořské vojvodství) z 19. století. Skládá se z 5 budov: hlavní budovy pivovaru, tří skladů a domu správce.

## Historie
Pivovar založil v roce 1832 Kazimierz Bojańczyk. Původně se tady vyráběla vodka, potom pivo v objemu několika set sudů ročně. Byl to jeden z největších pivovarů ve městě a zůstal v rodině Bojańczyků i po smrti Kazimierze, kdy se majitelem stal jeho syn Rafał a poté Rafałův syn Wincenty. V roce 1866, kdy byl majitelem pivovaru Rafał, stál kbelík piva 30 kopějek. 
Už od svého vzniku se pivovar postupně rozrůstal. Hlavní budova byla postavena v roce 1832, v roce 1878 byly vybudovány tři sklady. Jako poslední, v roce 1880, vznikl dům správce. Pivovar patřil rodině Bojańczyků až do konce druhé světové války, kdy byl znárodněn. 

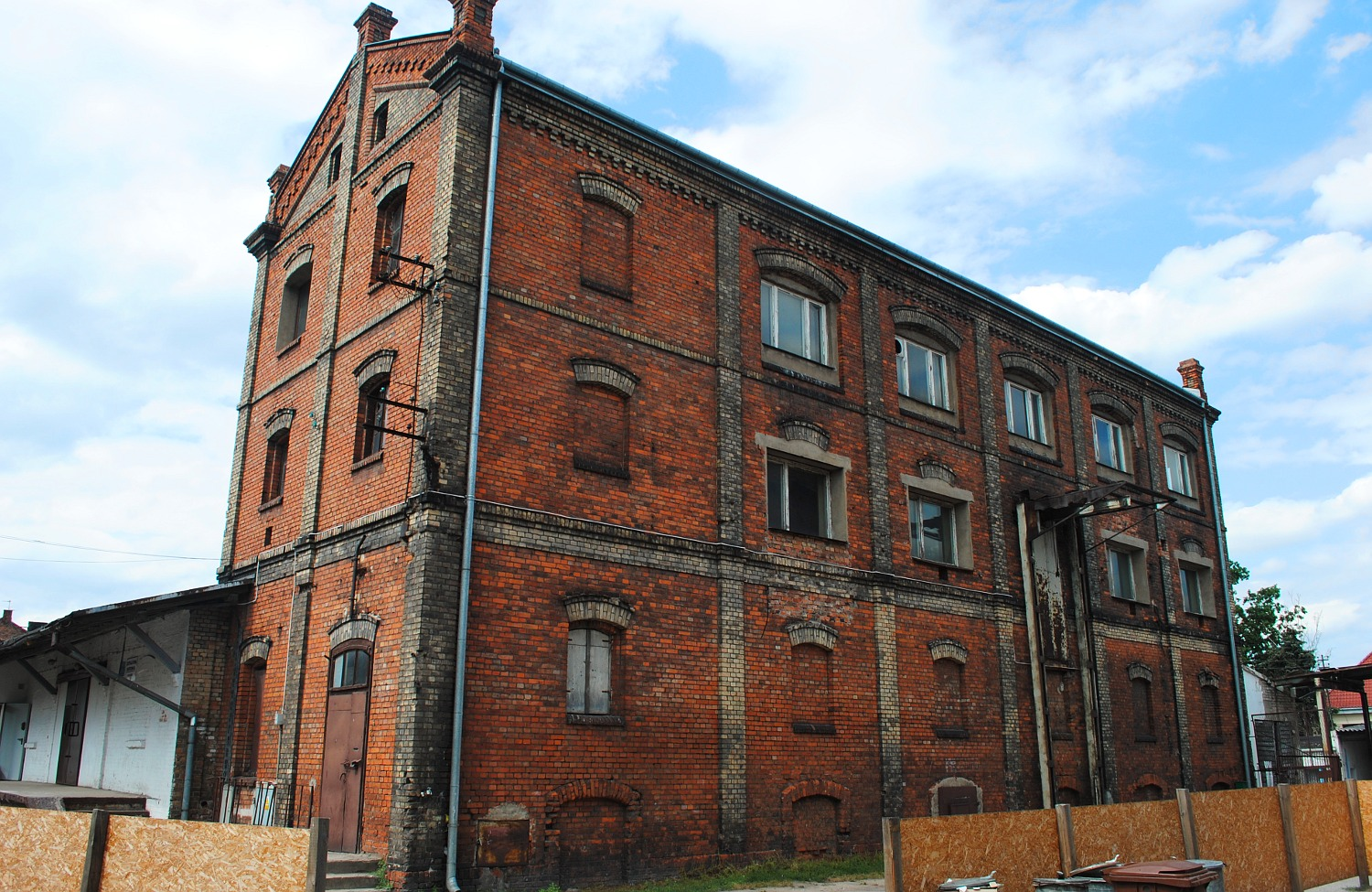
Hlavní budova pivovaru

Do roku 1914 pivovar spravoval Jerzy Bojańczyk. První světová válka zpomalila vývoj pivovaru a v roce 1921 Wincenty Bojańczyk prodal celý areál akciové společnosti, kterou založil jeho syn Jerzy. V roce 1927 výroba piva činila přibližně 5600 hektolitrů. Konec druhé světové války přinesl znárodnění pivovaru a jeho uzavření. Po přechodu stavebního komplexu do majetku státu byly budovy pivovaru používány pro skladování, distribuci ryb a jako šicí místnost.

## Budovy
Tovární komplex se skládá z 5 budov o různé ploše. Všechny budovy byly postaveny v letech 1832–1880. 

### Hlavní budova pivovaru
Budova byla postavena z červených pálených cihel Kazimierzem Bojańczykem v roce 1832 jako hlavní budova pivovaru. Pro zdůraznění architektonických detailů byly ve fasádách použity cihly se světlejším zbarvením. Přední fasáda je díky třem vrcholům postaveným také z cihel nejreprezentativnější částí budovy, která zcela dominuje nad zbývajícími stavbami.

### Sklad č. 1
Sklad byl postaven v roce 1878. Stejně jako hlavní budova má čtyři podlaží a je postavena z červených pálených cihel. Má sedlovou střechu s keramickými dlaždicemi. V západní části skladu je postaven blok sloužící jako schodiště. Z důvodu různých potřeb jsou v něm podlaží různých výšek.

### Sklad č. 2
V roce 1878 postavená skladová budova č. 2 je zapsána do registrů památek pod číslem 413/A z dne 12. června 1998. Je postavena z vápenatých červených cihel a spolu se skladem číslo 1 a 3 tvoří část ulice Bachiego. Budova je třípodlažní s částečným podsklepením, přičemž nadzemní část tvoří dvě podlaží. Budova má sedlovou střechu na dřevěné konstrukci s dvěma trámovými stěnami pokrytými asfaltovou krytinou na deskách.

### Sklad č. 3

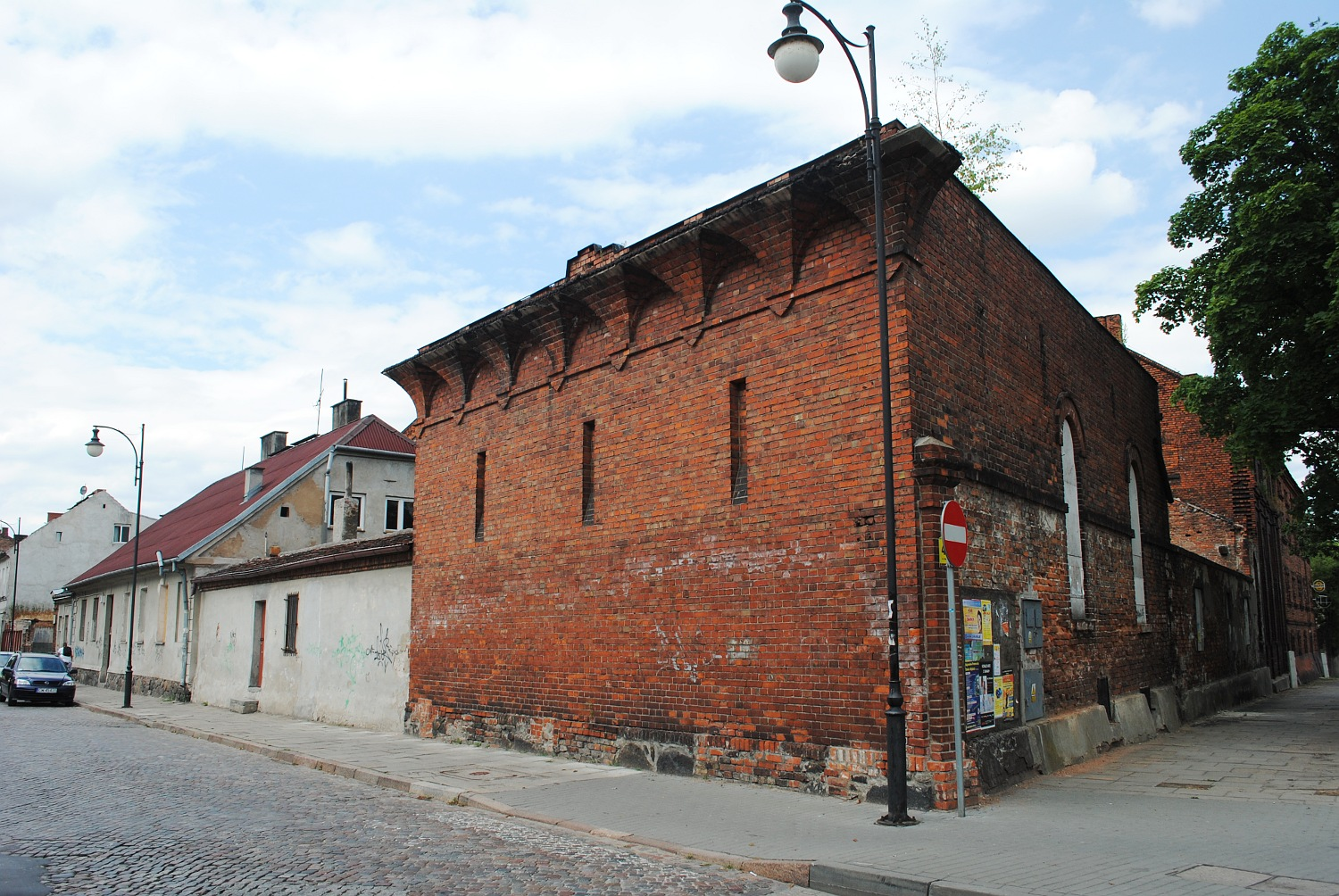
Dům Správce, Sklad 3.

Ve fasádě budovy najdeme architektonický detail, který se neobjevuje v žádné jiné budově v okolí Włocławku – je to konzolový baldachýn, který jasně ukazuje neogotickou tendenci.

### Dům správce
Jediná budova komplexu, která byla od začátku určená k bydlení a zůstává obydlena i dnes. Bydlí tam 7 rodin. Struktura a prostorové uspořádání domu je typické pro budovy z 18. století s centrální komínovou opěrnou zdí a s místnostmi tvořícími enfiládu.

## Revitalizace

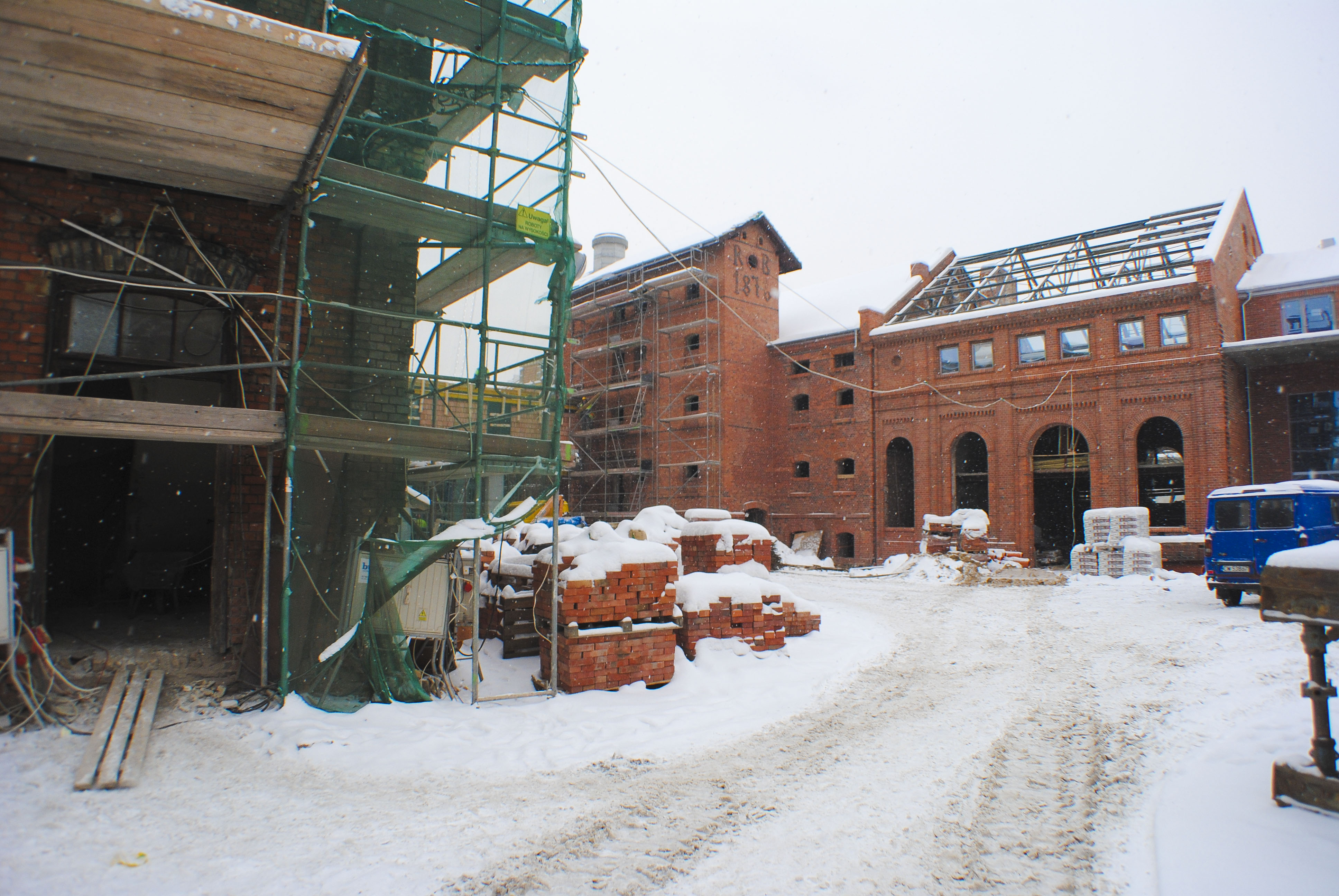
Stavební práce

Revitalizace historických pivovarských objektů se stala jednou z priorit města Włocławku. Projekt byl ale časově opožděn kvůli mnoha problémům. Po dlouhou dobu město mělo problém s vyvlastněním poslední časti majetku tvořícího celý komplex (místní samospráva nebyla vlastníkem všech budov). Město se rozhodlo převzít od soukromého vlastníka nemovitost legálně získanou od města v roce 2003, díky ustanovení o zpětném odkupu v kupní smlouvě. Konečné rozhodnutí o vlastnictví pozemku bylo učiněno u odvolacího soudu v Gdaňsku, který za vlastníka nemovitosti určil włocławskou samosprávu. Projekt revitalizace tohoto místa zahrnuje demolice budov, které nemají historickou hodnotu. Nahradí je nové budovy architektonicky navazující na cihlové fasády historických budov. Po rekonstrukci zde bude otevřeno Kulturní centrum Pivovar B. Součástí zařízení bude řada výstavních prostor, učebny, velký taneční sál, konferenční a multifunkční místnosti.

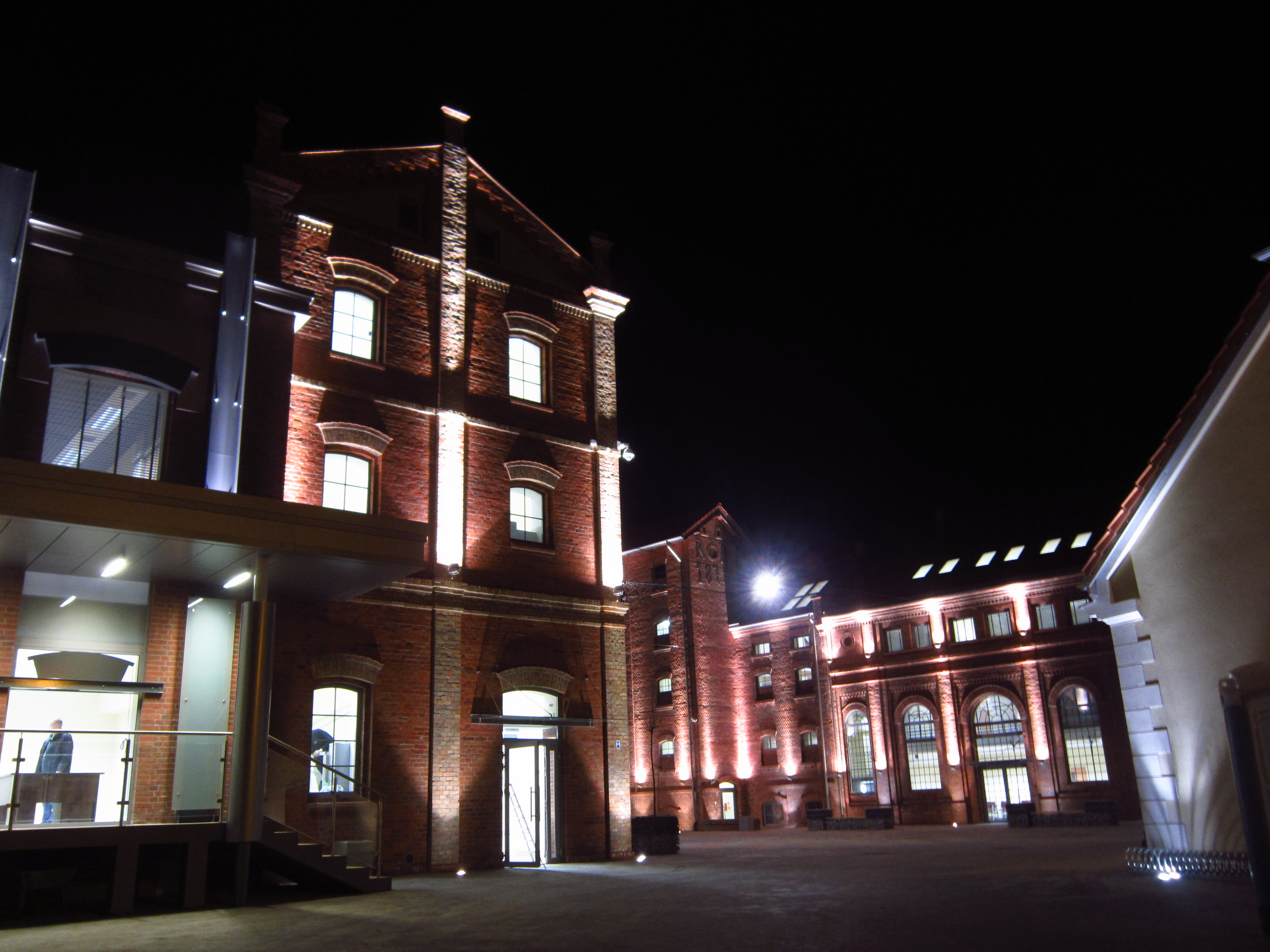
Osvětlení obnoveného Pivovaru

V Kulturním centru budou fungovat počítačové učebny a místnosti pro jazykové vzdělávání. Hlavní zaměření bude na instituce pro žáky, nevládní organizace a sdružení, které budou mít možnost vykonávat svou činnost ve výše uvedených prostorách. Součástí budou také místnosti, kde se budou konat taneční hodiny, kurzy zpěvu a fotografie, a další integrační setkání.
Dne 30. prosince 2011 byla na radnici města Włocławek na základě výběrového řízení podepsána smlouva s firmou Molewski z Chodcze, která bude provádět rekonstrukci. Hodnota realizovaného projektu je 37 547 000 PLN a lhůta pro dokončení prací uvedená ve smlouvě je 30. září 2013. Investice je spolufinancována Evropským fondem pro regionální rozvoj v rámci regionálního operačního programu Kujavsko-pomořského vojvodství na období 2007–2013, který činí 18 469 000 PLN.